# Heal
Heal är debutalbumet av den svenska popsångerskan Loreen, utgivet i Sverige den 24 oktober 2012.

## Singlar
Albumets första singel "My Heart Is Refusing Me" gavs ut den 27 februari 2011 och var Loreens bidrag till Melodifestivalen 2011 där låten slogs ut i andra chansen. Låten nådde nionde plats på Sverigetopplistan då den gavs ut. Den 12 september 2011 gavs "Sober" ut som albumets andra singel. Låten nådde tjugosjätte plats på den svenska singellistan men inte när den gavs ut, utan dryga halvåret senare i samband med att den tredje singeln blev Loreens genombrott.
Den tredje singeln "Euphoria" gavs ut den 26 februari 2012 och var den låt som Loreen vann med i både Melodifestivalen 2012 och Eurovision Song Contest 2012. Låten toppade inte bara singellistan i Sverige utan även i flera andra länder som Belgien, Danmark, Finland, Irland, Norge, Schweiz, Tyskland och Österrike.
Den 6 oktober 2012 släpptes en ny singel exklusivt på Spotify, "Crying Out Your Name". Den släpptes officiellt den 8 oktober samtidigt som en ny version av "My Heart Is Refusing Me".

## Låtlista
| 1.  | In My Head              |        | 4:26 |
| 2.  | My Heart Is Refusing Me |        | 3:41 |
| 3.  | Everytime               |        | 4:57 |
| 4.  | Euphoria                |        | 3:34 |
| 5.  | Crying Out Your Name    |        | 3:39 |
| 6.  | Do We Even Matter       |        | 4:05 |
| 7.  | Sidewalk                |        | 4:12 |
| 8.  | Sober                   |        | 3:38 |
| 9.  | If She's the One        |        | 4:03 |
| 10. | Breaking Robot          |        | 3:29 |
| 11. | See You Again           |        | 3:59 |
| 12. | Heal                    | Blanks | 4:40 |

Källa: Warner Music Switzerland

## Listplaceringar

### Singlar
| År   | Titel                   | Australien | Belgien | Danmark | Finland | Frankrike | Irland | Nederländerna | Norge | Portugal | Schweiz | Spanien | Storbritannien | Sverige | Tyskland | Österrike |
| ---- | ----------------------- | ---------- | ------- | ------- | ------- | --------- | ------ | ------------- | ----- | -------- | ------- | ------- | -------------- | ------- | -------- | --------- |
| 2011 | My Heart Is Refusing Me | -          | 44      | -       | 4       | -         | -      | 26            | -     | -        | 18      | 41      | -              | 9       | 41       | -         |
| 2011 | Sober                   | -          | -       | -       | -       | -         | -      | -             | -     | -        | -       | -       | -              | 26      | -        | -         |
| 2012 | Euphoria                | 36         | 1       | 1       | 1       | 26        | 1      | 2             | 1     | 31       | 1       | 2       | 3              | 1       | 1        | 1         |